# Шадрина, Татьяна Владимировна (шахматистка)
Татьяна Владимировна Шадрина (род. 20 апреля 1974, Кстово, Горьковская область) — российская шахматистка, гроссмейстер (1999) среди женщин.
На 10-м чемпионате Европы (2009) среди женщин поделила 3—9 места. Участница чемпионата мира среди женщин 2010 года.
В составе команды «Югра» (Ханты-Мансийск) победительница  командных чемпионатов России 2013 и 2014 годов и серебряный призёр командного чемпионата России 2012 года. В составе команды АВС (Краснотурьинск) серебряный призёр командного чемпионата России 2009 года и бронзовый призёр командного чемпионата России 2010 года.

## Изменения рейтинга
| Графики недоступны из-за технических проблем. См. информацию на Фабрикаторе и на mediawiki.org. |